# Arroz con ostiones

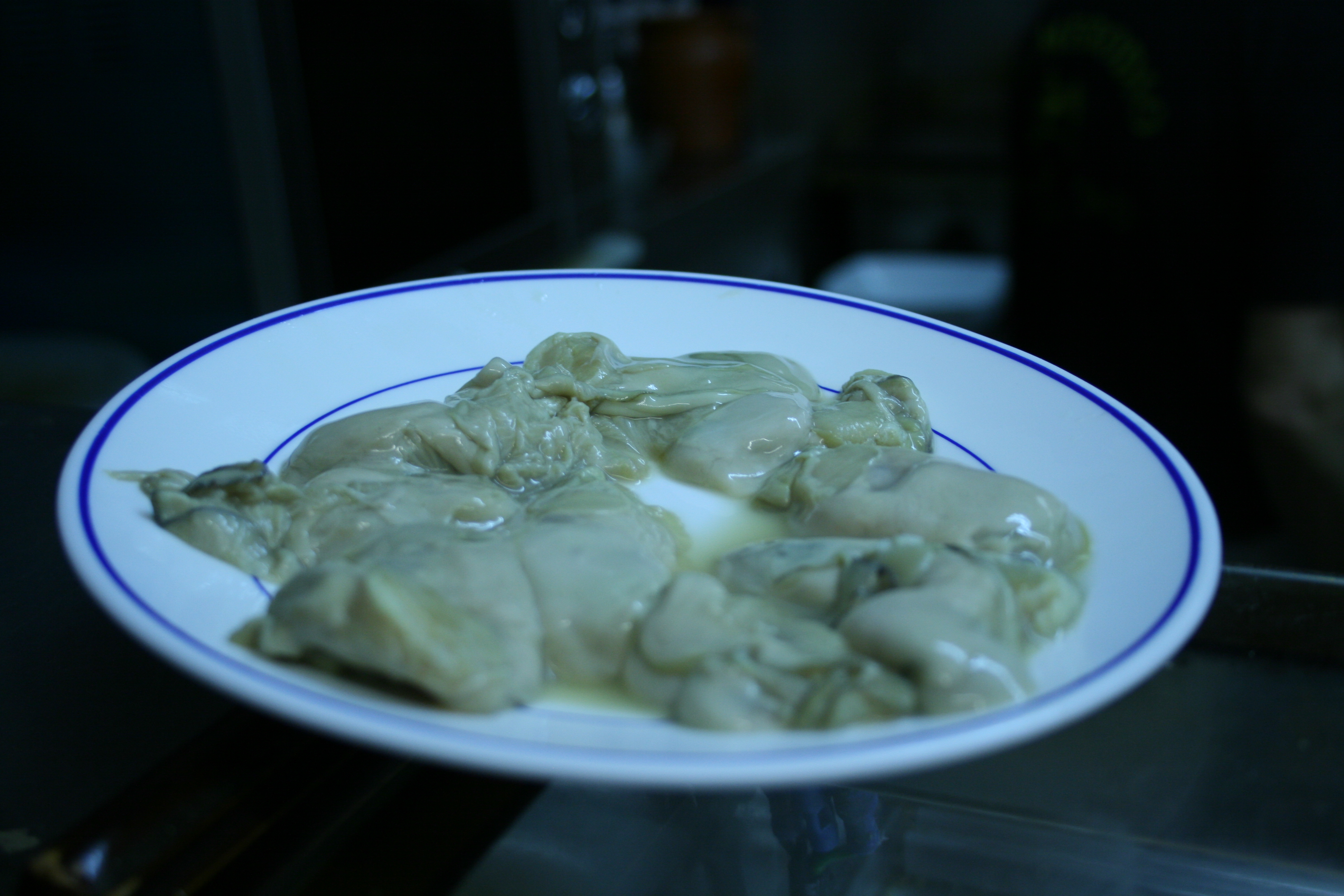
Ostrones crudos

El arroz con ostiones es una preparación de arroz que lleva unos moluscos (denominados: Crassostrea). Es un plato muy popular en San Fernando (Cádiz).

## Historia
Se conoce en San Fernando que el El Deán una freiduría ubicada en la ciudad junto a la Iglesia Mayor y que lleva abierta más de 200 años, lleva sirviendo este plato como tapa.